# Pelecopsis oujda
Pelecopsis oujda là một loài nhện trong họ Linyphiidae.
Loài này thuộc chi Pelecopsis. Pelecopsis oujda được miêu tả năm 1992 bởi Robert Bosmans & Abrous.